# Bitwa pod Somosierrą (obraz Januarego Suchodolskiego)
Bitwa pod Somosierrą – obraz olejny namalowany przez polskiego malarza Januarego Suchodolskiego w 1860 roku, znajdujący się w zbiorach Muzeum Narodowego w Warszawie.

## Opis
January Suchodolski służąc najpierw w Armii Księstwa Warszawskiego a następnie w Wojsku Polskim Królestwa Kongresowego, malowaniem obrazów zajmował się hobbystycznie. Po upadku powstania listopadowego w którym wziął udział, poświęcił się zawodowo malarstwu, a jego specjalnością stały się sceny batalistyczne. Najważniejszym autorytetem Suchodolskiego był francuski malarz i grafik Horace Vernet, u którego przez chwilę pobierał nauki. Od Verneta odziedziczył warsztat malowania postaci, zasób wątków interpretowania obrazu i kanony kompozycji, nie osiągając jednak finezyjności i kunsztu Francuza. Wypracowana przez Suchodolskiego formuła artystyczna stała się z czasem anachronicznym schematem, gdyż stale ponawiał wyuczone wizerunki koni, gesty, pozy oraz fizjonomie, ufając bardziej własnemu doświadczeniu niż obserwacji natury.
Obraz Suchodolskiego stanowi znamienny przykład jego późnej twórczości. Pełna dramatyzmu, efektowna bitwa stoczona na hiszpańskiej przełęczy Somosierra 30 listopada 1808 roku podczas wojny na Półwyspie Iberyjskim, przedstawiona jest na płótnie mnóstwem postaci, zręcznie odtwarzając zamęt szarży w ciasnej górskiej przełęczy. Centralną postacią zagmatwanej kompozycji, jest najbardziej znany uczestnik bitwy, wspięty na koniu pułkownik Jan Leon Kozietulski z uniesioną szablą w prawej dłoni, dowódca 3. szwadronu 1. Pułku Lekkokonnego (Polskiego) Gwardii Cesarskiej. 
Do zakończenia wieloletniej kariery artystycznej Januarego Suchodolskiego, dawały o sobie znać jego braki wykształcenia akademickiego. Choć reprezentował niepozbawione specyficznego uroku naiwne i zachowawcze oblicze sztuki polskiej połowy XIX wieku, to jego krzepiące na duchu, patriotyczne i górnolotne wizje trafiały w gusta ziemiaństwa spragnionego romantycznych treści.